# Heidelberg
Pour les articles homonymes, voir Heidelberg (homonymie).
Heidelberg (prononcé en allemand : /ˈhaɪdəlbɛʁk/ ) est une ville située sur les deux rives du Neckar, dans le Land de Bade-Wurtemberg au sud-ouest de l'Allemagne. Elle fait partie de la région densément peuplée de l'aire urbaine Rhin-Neckar. L'ancienne capitale du palatinat du Rhin est la cinquième ville du Land par sa population, après Stuttgart, Mannheim, Karlsruhe et Fribourg-en-Brisgau.
La ville est une destination touristique, connue pour son château et comme haut-lieu du romantisme qui a inspiré de nombreux poètes. C'est aussi une ville universitaire ; l'université de Heidelberg, fondée en 1386, compte en 2010 environ 28 000 étudiants, dont 18,5 % d'étudiants étrangers.
Heidelberg a été l'un des foyers de la réforme protestante et a accueilli Martin Luther en 1518. Cette ville a aussi donné son nom à l'Homo heidelbergensis, ancêtre de l'homme de Néandertal, découvert en 1907 dans la région. En outre, l'armée de terre des États-Unis est implantée à Heidelberg dans une base militaire depuis 1951.

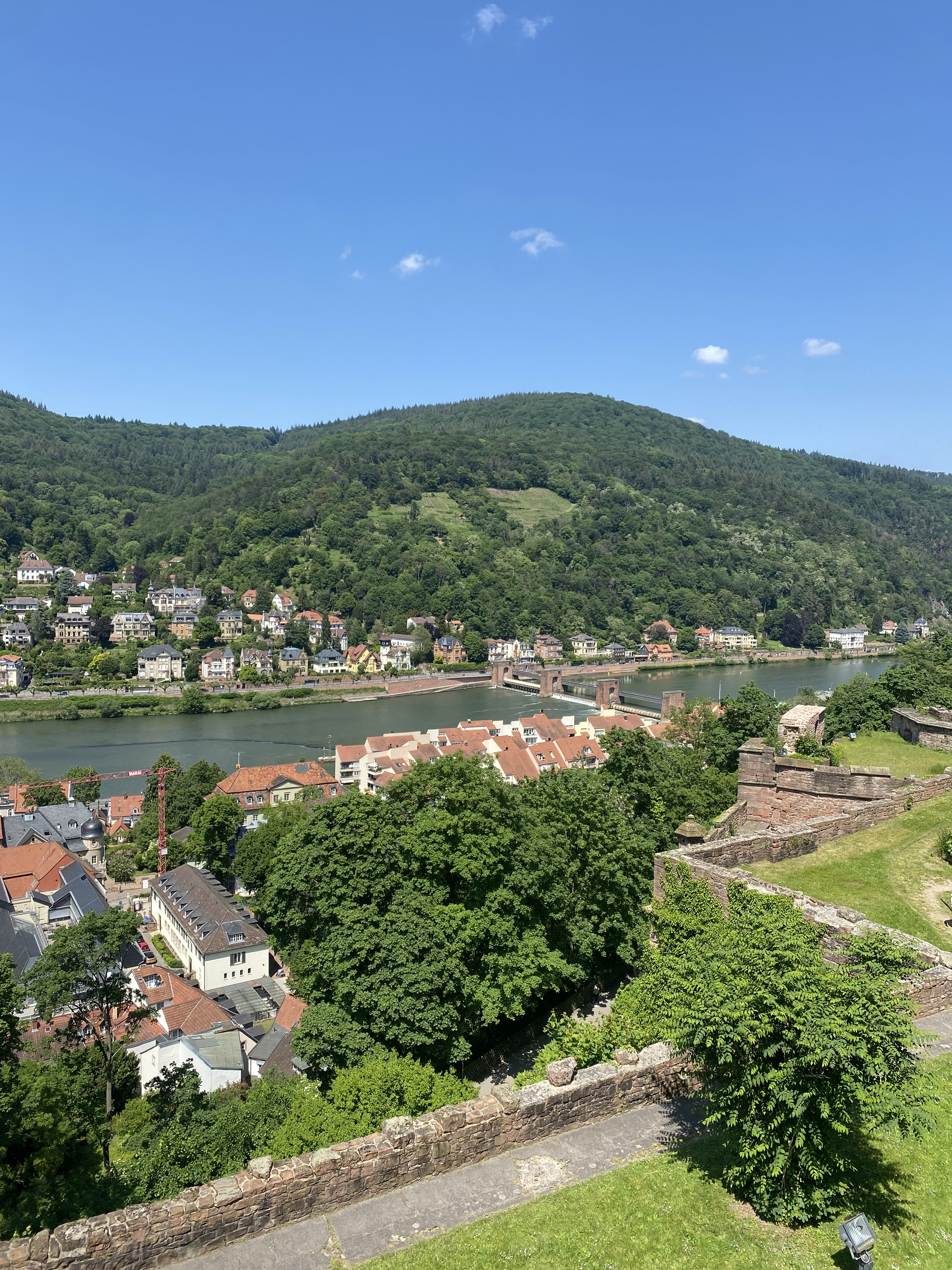
Ville de Heidelberg

## Géographie

### Localisation
Heidelberg est située dans le Sud-Ouest de l'Allemagne, dans le Nord du land du Bade-Wurtemberg, dans la région métropolitaine Rhin-Neckar. Elle est située sur le Neckar à l'endroit où ce dernier quitte la région de l'Odenwald pour rejoindre le fossé rhénan.
Elle est à 80 km au sud de Francfort-sur-le-Main et à 120 km au nord-ouest de Stuttgart.

### Climat
La classification de Köppen définit ce climat comme climat océanique (Cfb)[réf. nécessaire]. Le mois le plus chaud de l'année est le mois de juillet avec une température moyenne de 20,1 °C, le plus froid est le mois de janvier avec 2,5 °C. En été, les températures peuvent atteindre plus de 30 °C. Le plus haut taux de pluies peut être mesuré en juillet tandis que le mois de février est le plus sec. Avec 12,2 °C de moyenne en 2011, Heidelberg fut le lieu le plus chaud d'Allemagne.

### Transports
La ville de Heidelberg est pourvue d'un réseau de transports en commun dense. En effet, des bus faisant des trajets intérieurs à la ville et d'autres faisant le lien avec les villes voisines immédiates desservent des arrêts très proches les uns des autres à la fréquence d'un bus toutes les 5 minutes. La proximité des arrêts de bus est telle qu'une minute de trajet suffit à relier deux arrêts consécutifs. Le réseau est exploité par la société Syndicat des transports Rhin-Neckar (de).
La ville est munie d'un réseau de tramway comportant quatre lignes. Sur certains tronçons de rail, plusieurs lignes partagent les mêmes voies. Des bus circulent également sur les pistes prévues pour les tramways, celles-ci étant goudronnées, afin de désengorger le trafic. Par ailleurs, Heidelberg est connectée à Mannheim et Weinheim par une ligne de S-Bahn, le S-Bahn Rhin-Neckar.
La compagnie des transports de la région Rhein-Neckar propose notamment des tickets valables pendant deux heures, autorisant toutes correspondances.
Pour accéder aux hauteurs de la ville — et notamment au château de Heidelberg —, il est possible d'emprunter le funiculaire inauguré en 1890, qui peut être utilisé comme correspondance à la suite d'un trajet en bus ou en tramway.
De plus, la ville de Heidelberg préconise l'emploi du vélo comme moyen de locomotion privilégié, en proposant dans chacune de ses rues une à deux pistes cyclables ; le réseau couvre toute la ville.

## Urbanisme

### Morphologie urbaine

Morphologie urbaine - Les 15 quartiers de Heidelberg.

La ville de Heidelberg est divisée en 15 quartiers.
Le centre comporte la vieille ville (Altstadt (de)) ainsi que les quartiers Bergheim, Weststadt (de) (datant du XIXe siècle) et Südstadt (de). Le sud est constitué de Rohrbach, Boxberg (de) et Emmertsgrund (de). À l'ouest s'étendent les quartiers Bahnstadt (de) , Kirchheim (de), Pfaffengrund et Wieblingen (de). Au nord du Neckar se trouvent les quartiers Neuenheim, le quartier universitaire Neuenheimer Feld (de) — une extension de Neuenheim — et plus au nord Handschuhsheim. À l'est dans la vallée du Neckar sont situés Schlierbach (de) et Ziegelhausen.

### Projets d'aménagements
Depuis 2010, le nouveau quartier Bahnstadt est en construction sur le terrain de l'ancienne gare de marchandise. Situé au sud de la gare, le quartier qui s'étend sur 108,6 hectares, hébergera un nouveau campus de l'université de Heidelberg ainsi qu'une zone résidentielle.

## Toponymie
La première mention attestée d'une localité Heidelberch date de 1196, dans un document du Palatin Heinrich pour l'abbaye de Schönau.
Le nom de « Heidelberg » provient peut-être de Heidelbeere qui veut dire « myrtille » en allemand et de Berg qui signifie « montagne, colline » ; la « montagne des myrtilles ». Cette étymologie nous renseignerait alors sur les pousses de myrtille qui évolueraient sur les versants de la ville.

## Histoire
| Appartenances historiques Principauté épiscopale de Worms 861-1225 Palatinat du Rhin 1225-1803 Électorat de Bade 1803–1806 Grand-duché de Bade 1806–1871 Empire allemand 1871–1918 République de Weimar 1918–1933 Reich allemand 1933–1945 Allemagne occupée 1945–1949 Allemagne 1949–présent |

La ville est l'ancienne résidence du comte palatin, le premier des sept princes-électeurs du Saint-Empire romain germanique de la Maison de Wittelsbach qui régna également sur la Bavière. Tandis que la Bavière restait catholique, la ville (et l'Électorat) a été l'un des foyers de la réforme protestante et a accueilli Martin Luther en 1518. Après s'être rebellé contre l'empereur, l'électeur Frédéric V du Palatinat est mis au ban de l'Empire et la dignité électorale est conférée à son cousin le duc de Bavière en 1620. En 1648, un huitième Électorat est créé en faveur du fils du proscrit qui retrouve une partie de ses États, le reste demeurant aux mains de la Bavière qui conserve "sa" dignité électorale. En 1671, la princesse Élisabeth-Charlotte est choisie par la cour de France pour épouser "Monsieur", frère unique du roi. Devenue la seconde dame de la cour après la reine, cette princesse peu conventionnelle, épistolière intarissable, sera un des meilleurs témoins du siècle de Louis XIV. Elle sera la mère du régent. Sa fille, devenue duchesse puis régente de Lorraine et du Barrois, est l'ancêtre de la Maison de Habsbourg-Lorraine (notamment de la reine de France Marie-Antoinette, de l'impératrice Marie-Louise, de la reine des Français Marie-Amélie).
Célèbre pour son Université, la ville est en grande partie détruite par la soldatesque de Louis XIV lors de la dévastation du Palatinat en 1689 (guerre de la Ligue d'Augsbourg) et son célèbre château est dévasté à cette occasion.

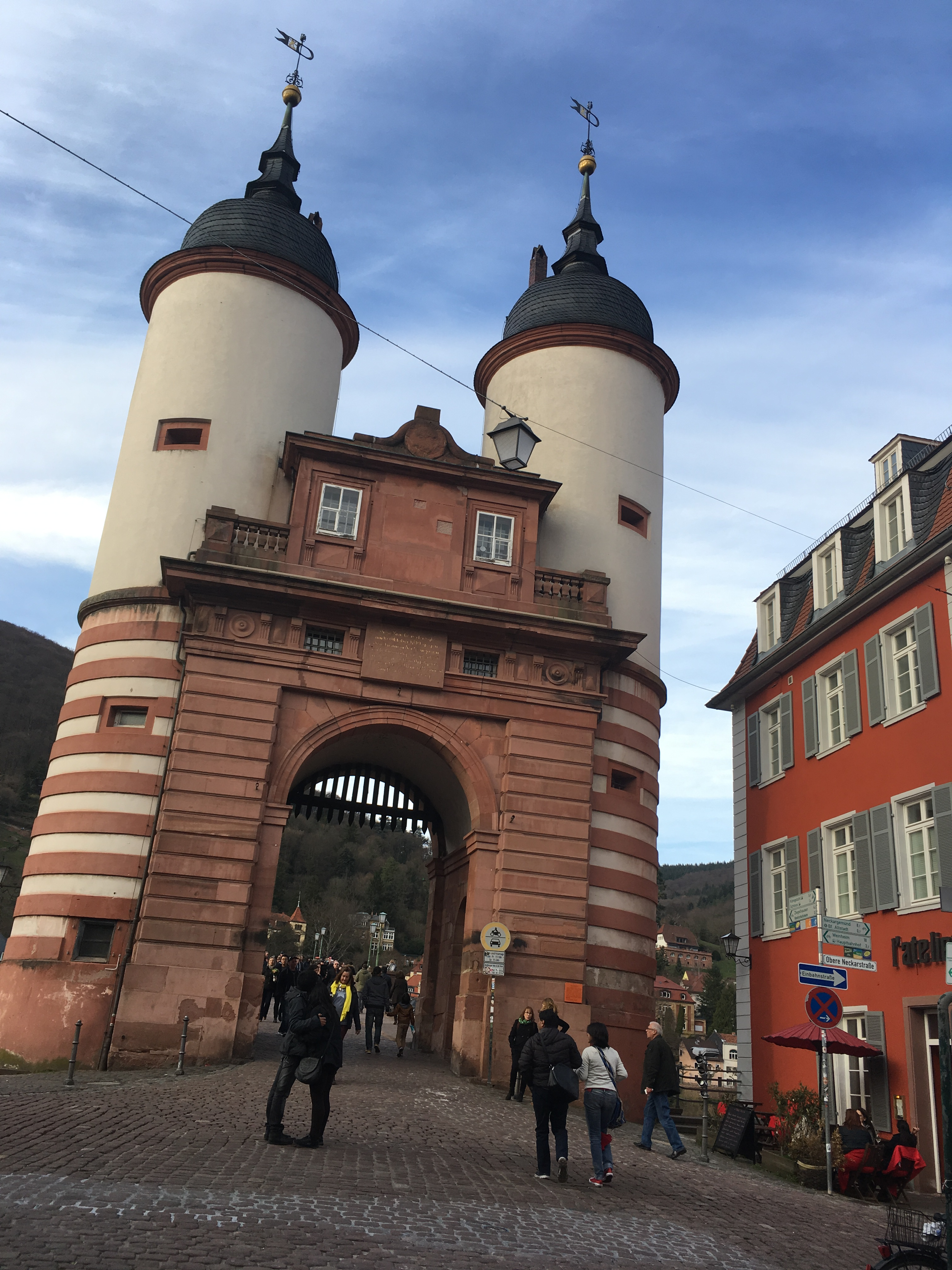
Ancienne porte de la ville.

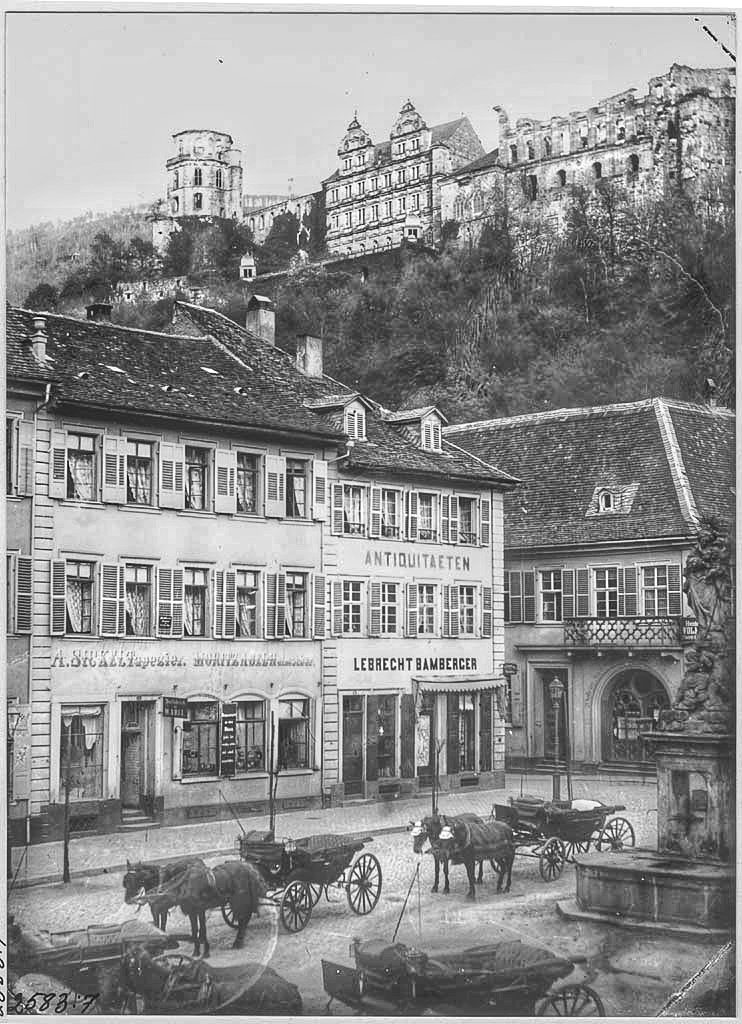
Kornmarkt, 1881

Heidelberg est également victime d'un bombardement en 1944 lors de la Seconde Guerre mondiale, mais celui-ci est de faible importance : avec Bamberg et Ratisbonne (Regensburg), Heidelberg est connue comme l'une des rares villes allemandes épargnées par les raids aériens massifs qui ont dévasté la plupart des cibles visées par les alliés entre 1943 et 1945.
L'état-major du V Corps (Victory Corps) de l'US Army y est implanté depuis 1951.
En 2016, la ville est toujours très renommée, en particulier dans le domaine de la médecine, du droit et de la philosophie.

## Politique et administration

### Tendances politiques et résultats
Le maire actuel de Heidelberg est Eckart Würzner (depuis 2006), qui n'appartient à aucun parti. Avant lui, Beate Weber fut maire pendant 16 ans (de 1990 à 2006).
Depuis les années 1980, le parti vert a une grande influence au sein du conseil municipal de la ville, qui est élu tous les 5 ans.

### Liste des maires
- 1701 - 1705 : Regierungsrat Neukirch
- 1705 - 1717 : Leonhard Bruggen
- 1717 - 1720 : Regierungsrat von Pardon
- 1720 - 1734 : Regierungsrat Kubas
- 1734 - 1743 : Davon von Driesch
- 1743 - 1754 : Flander
- 1754 - 1756 : Regierungsrat Schwaan
- 1756 - 1770 : Regierungsrat Geiger
- 1770 - 1779 : Regierungsrat Eßleben
- 1779 - 1789 : Hofgerichtsrat Sartorius
- 1789 - 1805 : Regierungsrat Traiteuer
- 1805 - 1819 : Daniel Mays
- 1819 - 1832 : Peter Lombardino
- 1832 - 1840 : Jakob Wilhelm Speyerer
- 1840 - 1845 : Georg Leonhard Ritzhaupt
- 1845 - 1849 : Christian Friedrich Winter
- 1849 - 1851 : Jakob Wilhelm Speyerer
- 1851 - 1852 : Ludwig Walz
- 1852 - 1856 : Karl Michael Anderst
- 1857 - 1875 : Heinrich Krausmann
- 1875 - 1884 : Heinrich August Bilabel
- 1885 - 1913 : Carl Wilckens
- 1914 - 1928 : Ernst Walz
- 1928 - 1945 : Carl Neinhaus (depuis 1933 NSDAP)
- 1945 - 1946 : Ernst Walz II
- 1946 - 1952 : Hugo Swart
- 1952 - 1958 : Carl Neinhaus (CDU)
- 1958 - 1966 : Robert Weber
- 1966 - 1990 : Reinhold Zundel (ici 1980 SPD)
- 1990 - 2006 : Beate Weber (SPD)
- depuis 2006 : Eckart Würzner

### Jumelages
La ville de Heidelberg est jumelée avec :
- Montpellier (France) depuis 1961 ;
- Cambridge (Royaume-Uni) depuis 1965 ;
- Rehovot (Israël) depuis 1983 ;
- Simferopol (Ukraine) depuis 1991 ;
- Bautzen (Allemagne) depuis 1991 ;
- Kumamoto (Japon) depuis 1992.

Elle entretient également des relations d'amitié avec :
- Mostar (Bosnie-Herzégovine) ;
- Jelenia Góra (Pologne) ;
- Heidelberg (Afrique du Sud) ;
- Calamba (Philippines), en cours de signature.

## Population et société

### Démographie

Évolution de la population de Heidelberg.

| 1439  | 1588  | 1717  | 1784   | 1810   | 1812  | 1830   | 1852   |
| ----- | ----- | ----- | ------ | ------ | ----- | ------ | ------ |
| 5 200 | 6 300 | 4 800 | 10 754 | 10 312 | 9 826 | 13 345 | 14 564 |

| 1858   | 1861   | 1864   | 1867   | 1871   | 1875   | 1880   | 1885   |
| ------ | ------ | ------ | ------ | ------ | ------ | ------ | ------ |
| 15 600 | 16 300 | 17 666 | 18 300 | 19 983 | 22 334 | 24 417 | 26 900 |

| 1890   | 1895   | 1900   | 1905   | 1910   | 1916   | 1917   | 1919   |
| ------ | ------ | ------ | ------ | ------ | ------ | ------ | ------ |
| 31 739 | 35 190 | 40 121 | 49 527 | 56 016 | 47 554 | 47 483 | 60 831 |

| 1925   | 1933   | 1939   | 1945   | 1946    | 1950    | 1956    | 1961    |
| ------ | ------ | ------ | ------ | ------- | ------- | ------- | ------- |
| 73 034 | 84 641 | 86 467 | 95 811 | 111 488 | 116 488 | 121 910 | 125 264 |

| 1965    | 1970    | 1975    | 1980    | 1985    | 1987    | 1990    | 1995    |
| ------- | ------- | ------- | ------- | ------- | ------- | ------- | ------- |
| 125 507 | 129 656 | 129 368 | 133 227 | 134 724 | 127 768 | 136 796 | 138 781 |

| 2000    | 2005    | 2006    | 2008    | 2013    | - | - | - |
| ------- | ------- | ------- | ------- | ------- | - | - | - |
| 140 259 | 142 933 | 144 634 | 145 642 | 152 113 | - | - | - |

### Enseignement

#### Enseignement secondaire
La ville possède des établissements d'enseignement secondaires (voir Système éducatif allemand) :
|        | Gymnasium Niveaux scolaires I et II | Realschule Niveau scolaire I | Hauptschule Niveau scolaire I                                                                | Berufschule Niveau scolaire II |
| ------ | --- | --- | -------------------------------------------------------------------------------------------- | --- |
| Public | - Enseignement général - Bunsen-Gymnasium - Helmholtz-Gymnasium - Hölderlin-Gymnasium - Internationale Gesamtschule Heidelberg (IGH) - Kurfürst-Friedrich-Gymnasium - Enseignement technique - Carl-Bosch-Schule - Marie-Baum-Schule - Willy-Hellpach-Schule | - Gregor-Mendel-Realschule - Internationale Gesamtschule Heidelberg (IGH) - Johannes-Kepler-Realschule - Theodor-Heuss-Realschule | - Waldparkschule - Heiligenbergschule - Geschwister-Scholl-Schule - Albert-Schweitzer-Schule | - Carl-Bosch-Schule - Fritz-Gabler-Schule - Johannes-Gutenberg-Schule - Julius-Springer-Schule - Marie-Baum-Schule - Willy-Hellpach-Schule |
| Privé  | - Enseignement général - Elisabeth-von-Thadden-Schule - Englisches Institut - Heidelberg College - St. Raphael Schule - Enseignement technique - F+U Rhein-Main-Neckar gGmbH                                                                                 | - F+U Rhein-Main-Neckar gGmbH - St. Raphael Schule                                                                                |                                                                                              | - F+U Rhein-Main-Neckar gGmbH |

#### Enseignement supérieur
Heidelberg est connue pour son université, la plus ancienne d'Allemagne, fondée en 1386 par Ruprecht Ier du Palatinat, et refondée en 1803 par le margrave Karl-Friedrich de Bade. Les facultés de droit et de sciences humaines sont hébergées dans les anciens bâtiments situés dans la vieille ville tandis que les facultés de sport, de médecine et de sciences se trouvent au Neuenheimer Feld, un campus récent qui date des années 1950.
La ville est réputée notamment pour l'enseignement de la physique, de la médecine et de la philosophie.

#### Recherche
Le Laboratoire européen de biologie moléculaire, l'Organisation européenne de biologie moléculaire, le Centre de recherche du cancer allemand, l'Institut Max-Planck de recherche médicale, l'Institut Max-Planck d'astronomie, l'Institut Max-Planck de physique nucléaire, l'Institut Max-Planck de droit public et international comparé sont situés à Heidelberg.

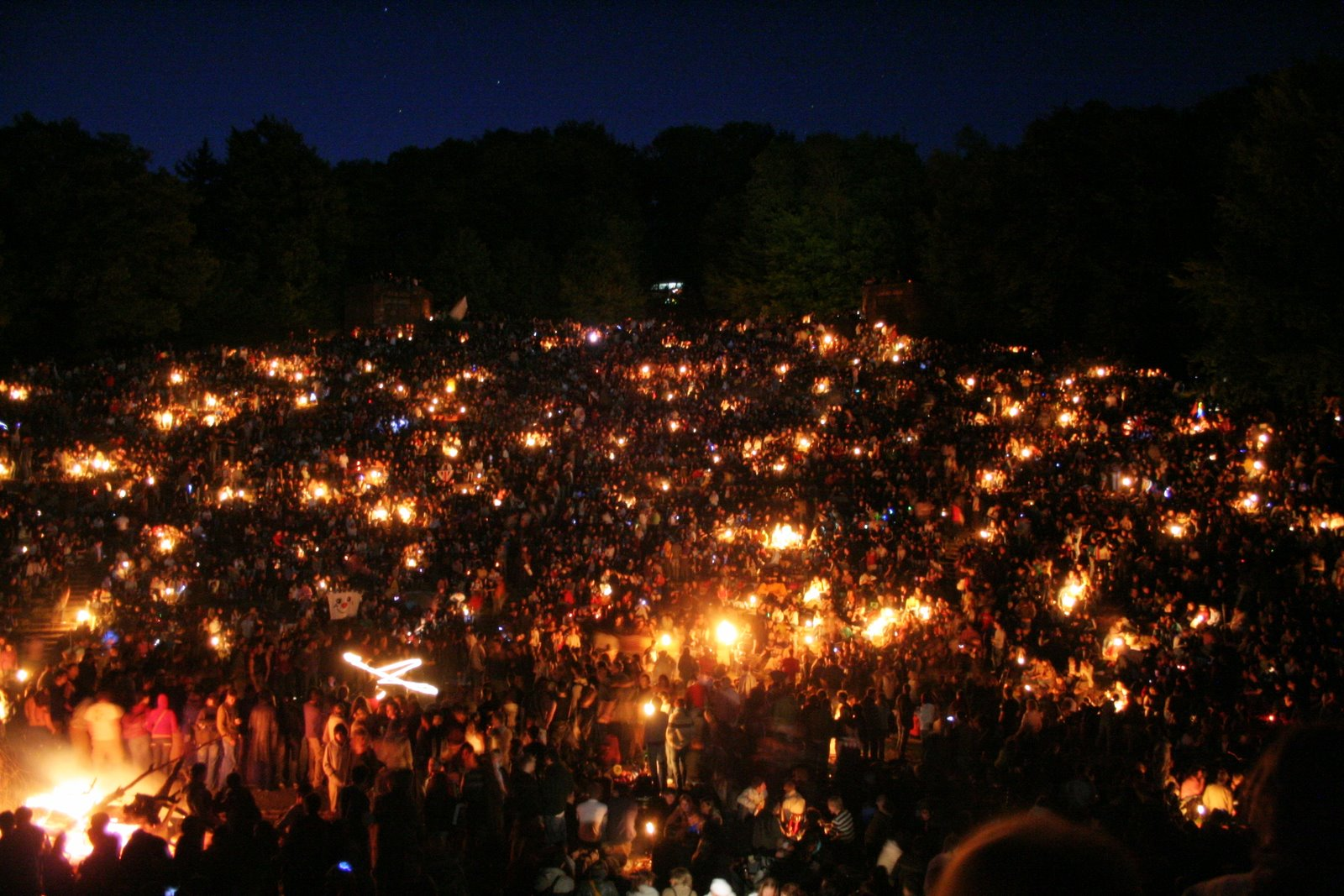
Nuit de Walpurgis le 1er mai 2007.

### Manifestations culturelles et festivités
Tous les ans, la veille du 1er mai, a lieu la nuit de Walpurgis. Les jeunes des environs se réunissent dans une Thingstätte (de), ou arène, construite sous le Troisième Reich en 1934 et située sur une colline en périphérie de la ville. Pas d'organisateur : aucune annonce officielle pour cette fête improvisée où chacun peut pique-niquer à la nuit tombée tout en admirant les jongleurs du haut des marches et ensuite danser autour du feu sur le rythme des djembés.

### Santé
L'université de Heidelberg héberge une faculté de médecine qui compte parmi les plus importantes d'Allemagne. La ville compte plusieurs centres de recherche médicale, dont le Centre de recherche du cancer allemand.

### Sports
Heidelberg est un bastion du rugby allemand avec pas moins de quatre clubs de première division :
- Heidelberger RK (Heidelberger Ruderklub ou HRK) ;
- RG Heidelberg (Rudergesellschaft Heidelberg ou RGH) ;
- SC Neuenheim (Sportclub Neuenheim Heidelberg ou SCN) ;
- TSV Handschuhsheim.

L'USC Heidelberg a remporté neuf championnats nationaux allemands de basket-ball. Depuis 2012, la première équipe masculine s'appelle MLP Academics Heidelberg.

## Économie
Pendant des siècles, Heidelberg a été un centre intellectuel. Aujourd’hui encore, la ville universitaire est un pôle scientifique et de services important de la région du Neckar et du Rhin.
Suivant la tendance de la plupart des grandes villes allemandes, le secteur tertiaire s’est encore développé durant les dernières décennies.
En 2013, 83,8 % de la population travaillaient dans le secteur tertiaire, et seulement 16,1 % dans l’industrie. 69,4 % des actifs étaient des non-résidents en 2013. Le taux de chômage s’élevait à 5,4 % en 2014. [réf. nécessaire]
Dans le Future Atlas 2016, la ville indépendante de Heidelberg a pris la 14e place sur 402 districts administratifs et villes indépendantes en Allemagne et est donc une des régions possédant « de très grandes opportunités pour l'avenir ».
En 2014, 69,4 % des quelque 85 600 emplois étaient occupés par des navetteurs. En 2016, Heidelberg a généré un produit intérieur brut (PIB) de 8 391 milliards d'euros dans les limites de la ville, se classant 42e dans le classement des villes allemandes par la production économique. La même année, le PIB par habitant était de 53 079 € (Bade-Wurtemberg : 43 632 €, Allemagne 38 180 €) et donc nettement supérieur à la moyenne régionale et nationale. En 2016, la production économique de la ville a augmenté de 3,1 %. Le taux de chômage était de 3,6 % en décembre 2018, ce qui en fait l'un des plus bas des villes allemandes.

### Entreprises et commerces
- La société de production de ciment HeidelbergCement (la cimenterie Portland-Cement-Werk Heidelberg, Schifferdecker & Söhne fut créée en 1874 à Heidelberg par Johann Philipp Schifferdecker).
- Heidelberger Druckmaschinen AG, pour le fabricant de machines d'imprimerie.
- La société Wild Compagnie fondée et dirigée par Hans-Peter Wild, également propriétaire du Stade français, le club de rugby parisien.

## Culture locale et patrimoine

### Monuments et lieux touristiques

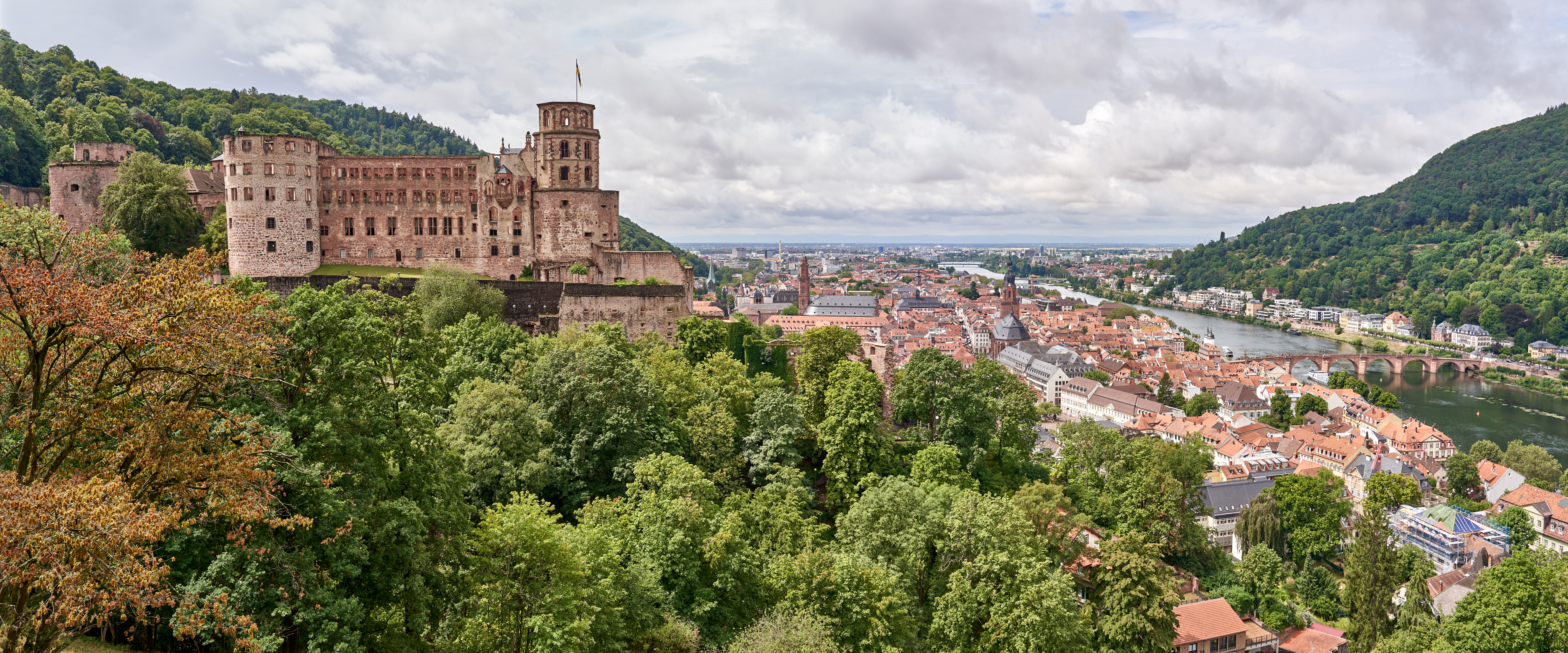
Château de Heidelberg vu des jardins palatin, la ville en contrebas.

Le château de Heidelberg du XVe est une des ruines les plus connues d'Allemagne. Endommagé pendant la guerre de la Ligue d’Augsbourg au XVIIe puis par un incendie provoqué par la foudre en 1764, le château ne fut jamais reconstruit entièrement. Au XVIIIe, la ruine est découverte comme symbole du romantisme par des artistes et écrivains européens.
En face du château, de l'autre côté du Neckar, la promenade du « Chemin des philosophes » longe la ville et offre une vue typique des cartes postales de Heidelberg.
Le centre-ville abrite l'église du Saint-Esprit ainsi que le Pont-vieux (Alte Brücke) datant de 1788. Le pont abrite une statue de singe avec une forte signification. Il véhicule également certaines superstitions. On dit que si vous touchez les doigts droits du singe, vous retournerez à Heidelberg. Si vous touchez le miroir du singe vous apporte de la richesse, et les petites souris en bronze à proximité symbolisent la fertilité,.
La ville comporte aussi la Studentenkarzer, ancienne prison pour étudiants datant du XVIe, qui ferma en 1945. La plus ancienne église de la vieille ville de Heidelberg est la Peterskirche (église Saint-Pierre). À la fin du Moyen Âge, elle est devenue la chapelle de l'université. Pour le 400e anniversaire de Martin Luther en 1883, un chêne qui porte son nom y a été planté. Non loin de là se trouve l'église des Jésuites, de style baroque et datant du XVIIIe siècle. Elle est l'emblème de la Contre-Réforme à Heidelberg et constituait autrefois le centre de l'ancien quartier des jésuites. Ils en furent chassés en 1773. Deux autres édifices religieux construits au début du XXe siècle dans le quartier ouest : l'église protestante Christuskirche (1904), et l'église catholique Bonifatiuskirche (église Saint-Boniface, 1903).
Le quartier d'Handschuhsheim recèle un château du Moyen Âge, le Tiefburg (ou « château bas » en référence à sa situation en plaine).

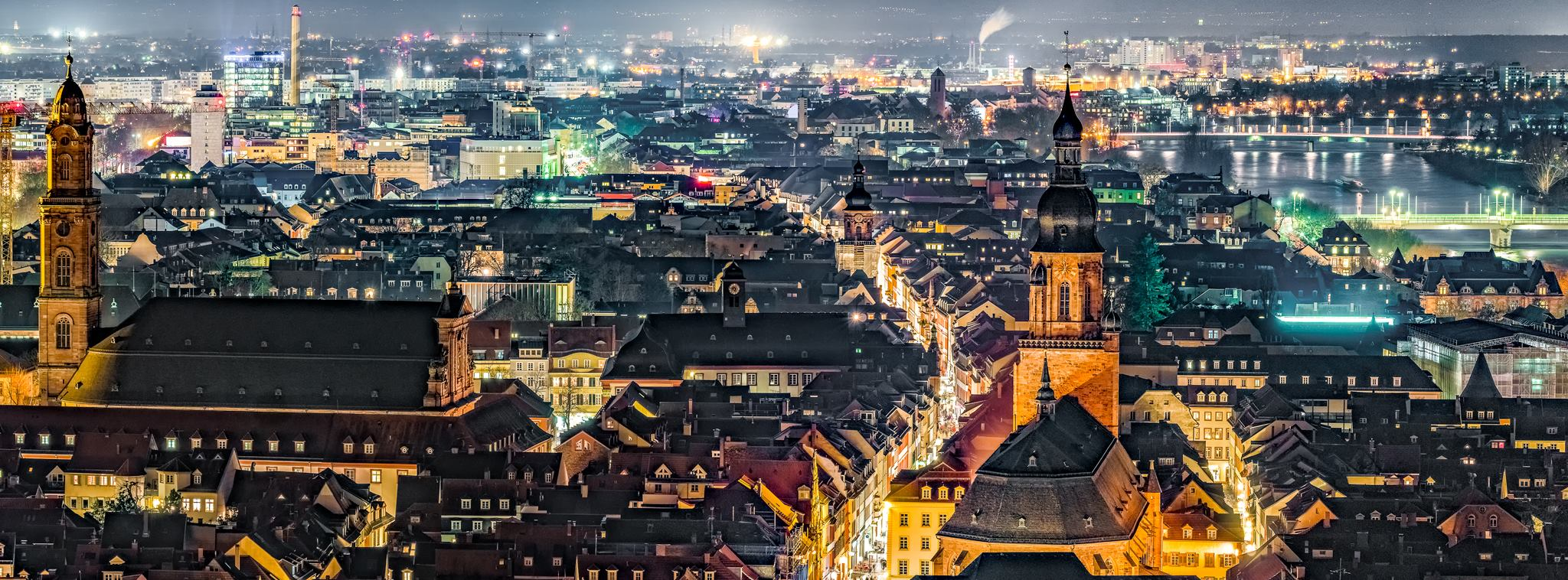
De gauche à droite : l'église des Jésuites, l'église de la Providence et l'église du Saint-Esprit dans la vieille ville de Heidelberg, sur le Neckar.
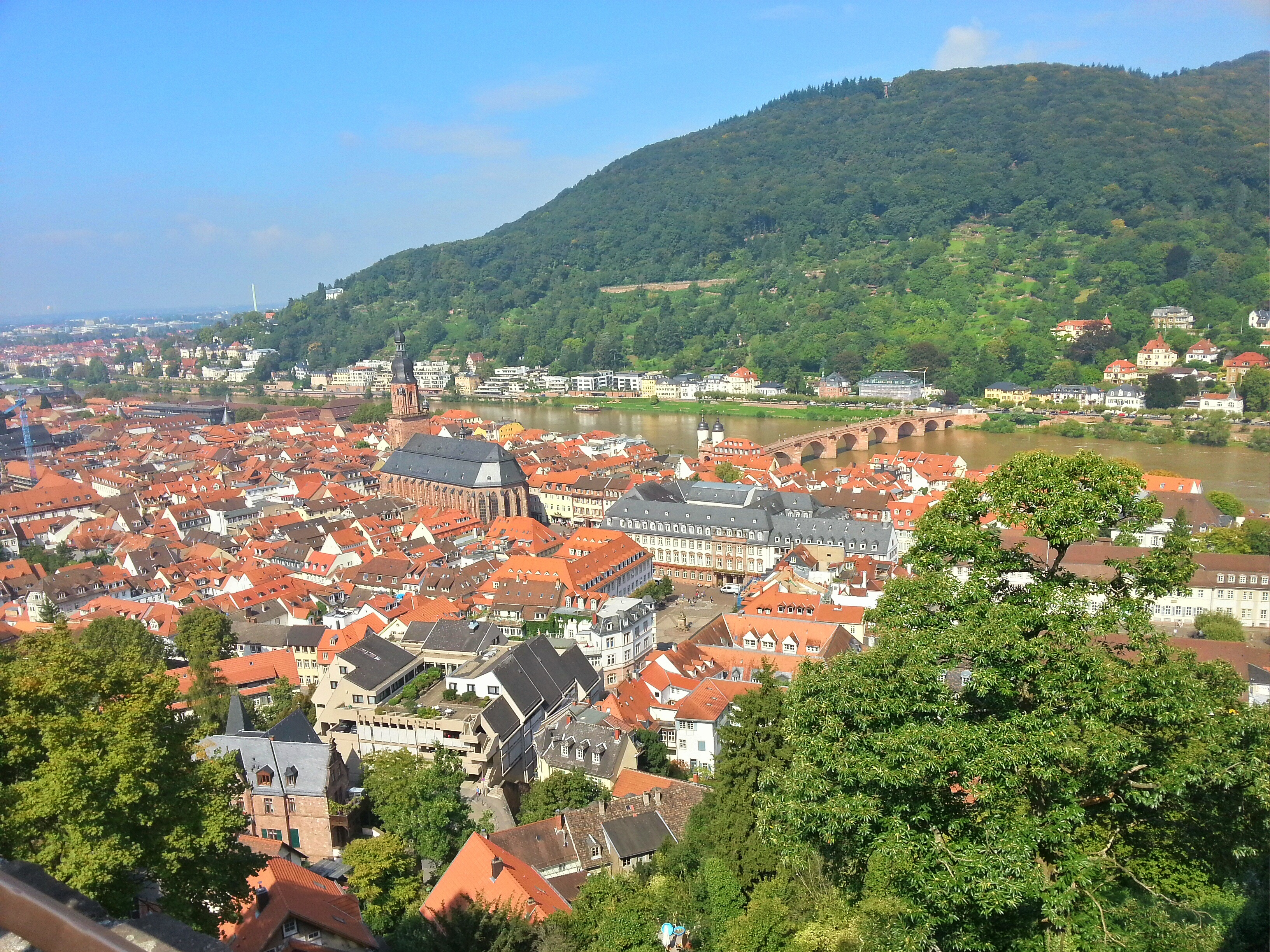
La vieille ville vue du château.
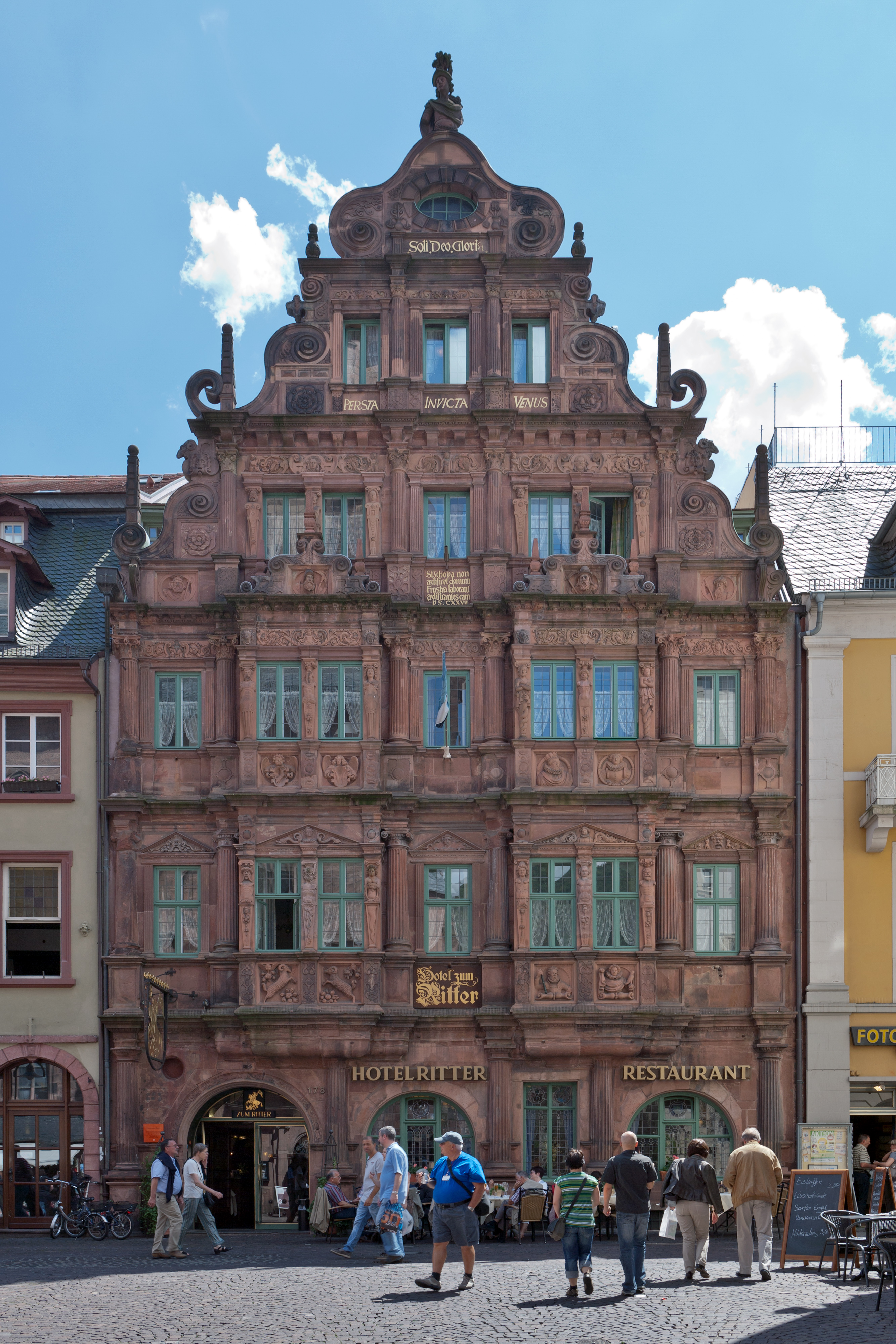
La Maison du chevalier de Saint-Georges, façade Renaissance (1592).
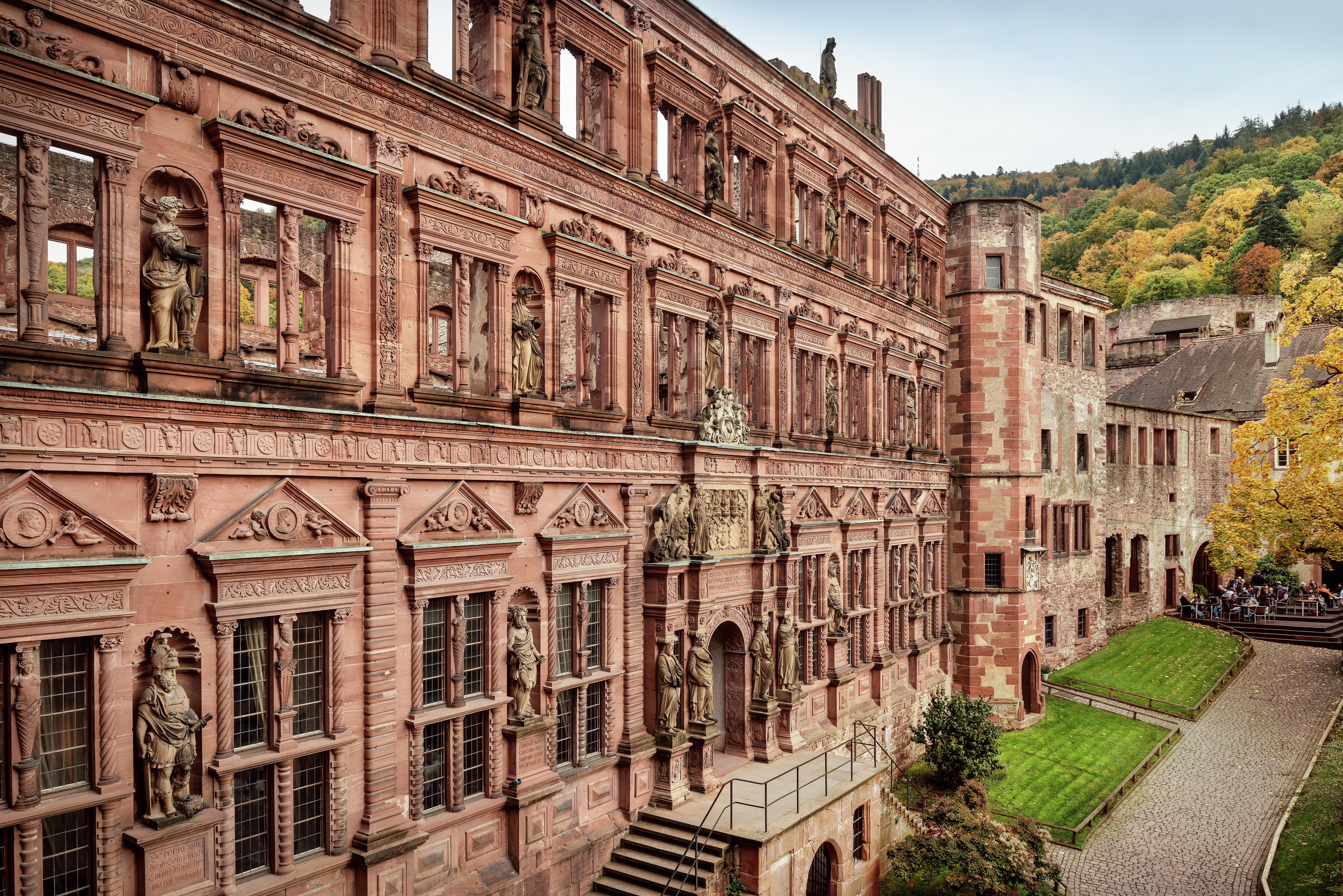
La façade Renaissance du château.
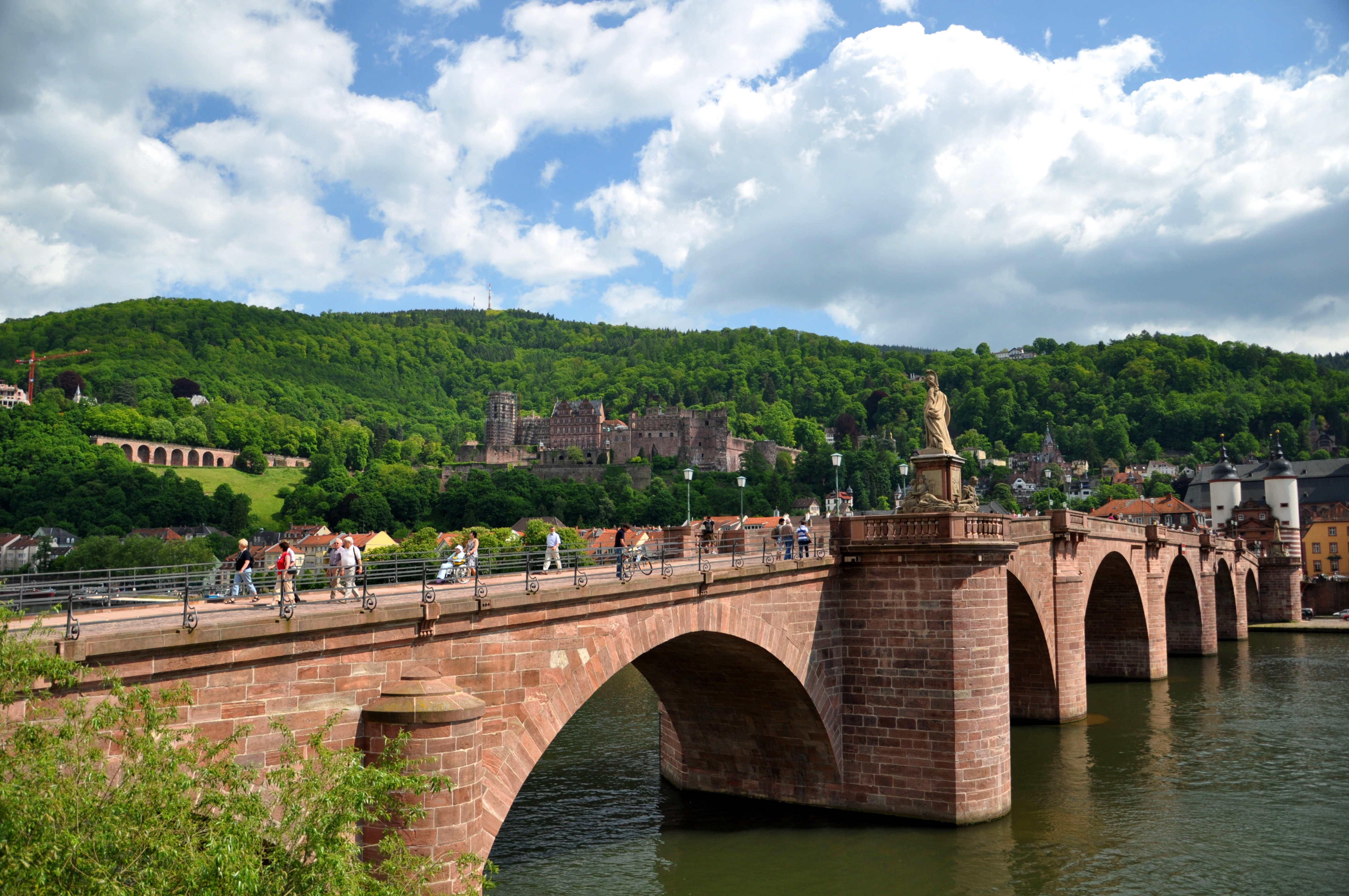
Le Pont-vieux (1786–1788).

### Patrimoine culturel

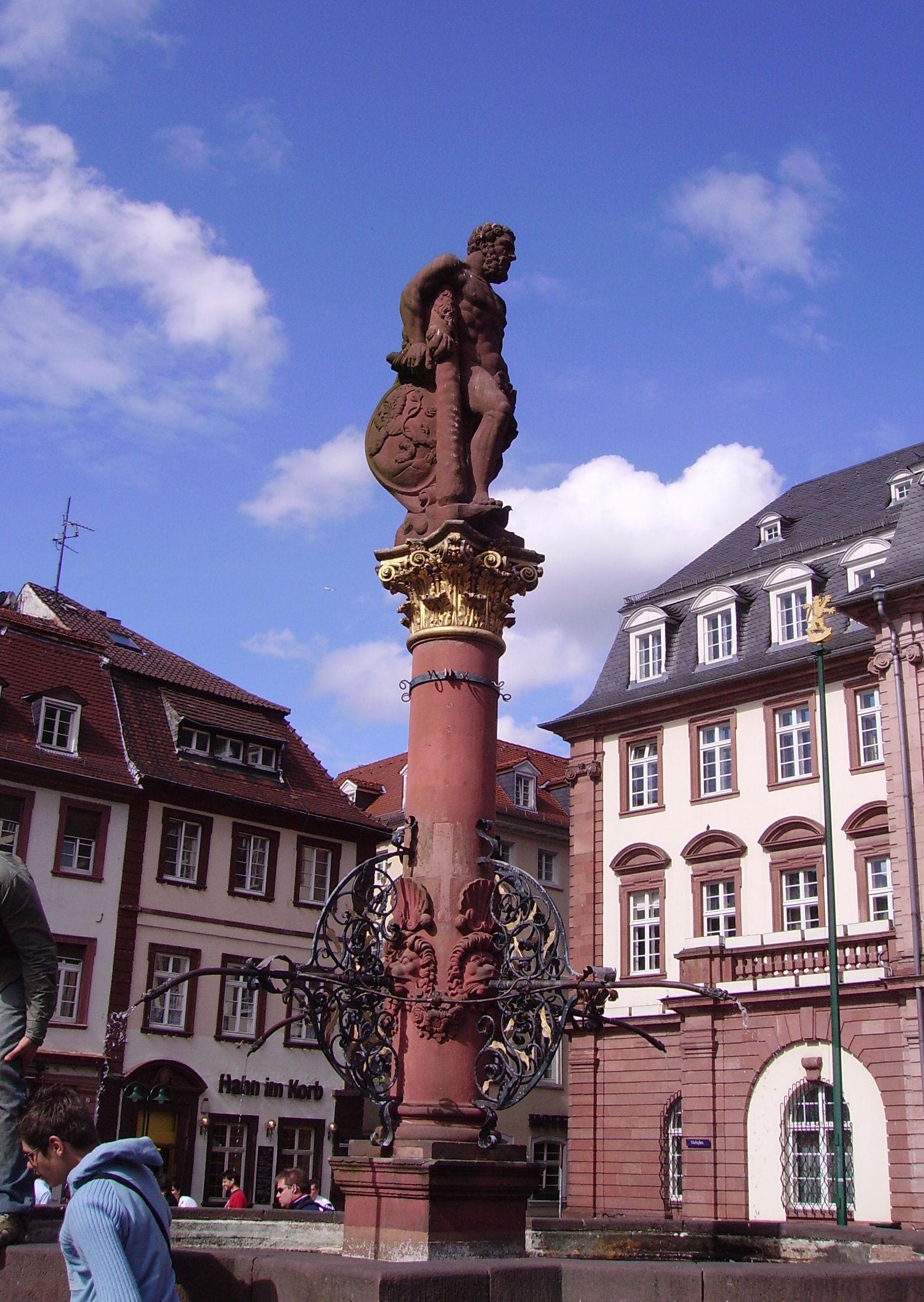
Fontaine d'Hercule, sur la place du marché.

La ville abrite plusieurs musées à thème, notamment :
- le musée de la pharmacie, installé à l'intérieur du château ;
- le musée de l'emballage (Deutsches Verpackungs-Museum), qui retrace l'histoire des emballages ;
- le musée du Palatinat.

### Heidelberg dans les arts et la culture

#### Cinéma
Plusieurs films ont été tournés à Heidelberg :
- 1967 : Peau d'espion d'Édouard Molinaro ;
- 1968 : La Motocyclette de Jack Cardiff ;
- 1974 : Le Dossier Odessa.

#### Musique
Chaque année en mars et avril, a lieu le Heidelberger Frühling (le « Printemps de Heidelberg »), un festival de musique classique et nouvelle avec des artistes de renommée internationale.

#### Littérature
Victor Hugo l'évoque dans ses lettres fictives de récit de voyage Le Rhin (1842).
À Heidelberg, se déroule la nouvelle écrite en 1859 par le duo français Erckmann-Chatrian : La Montre du doyen.
Une partie de l'action du manga Monster de Naoki Urasawa prend place au pied du château de Heidelberg.
Dans le roman d'Alexandre Dumas, Le trou de l'enfer, l'action se déroule à Heidelberg dans son château et dans les environs de la ville.
Le roman Out of the Shelter (en français Hors de l'abri) de David Lodge se déroule en grande partie à Heidelberg. L'action a lieu en 1951 lors de l'occupation américaine après la Seconde Guerre mondiale.
Le roman Der Vorleser (en français Le Liseur) de Bernhard Schlink sur lequel est basé le film The Reader, se joue en grande partie à Heidelberg.
Dans le roman pour enfant Martin et la mysteriöse Kreatur de Roland Fuentès, la librairie de Meister Floh se trouve à Heidelberg.

#### Jeux vidéo
Dans Hidden and Dangerous 1, la mission « Clé du piège » se passe près de Heidelberg.
Dans Command&Conquer : Alerte Rouge 3, la mission 3 des forces alliées se passe à Heidelberg.

### Personnalités liées à la commune

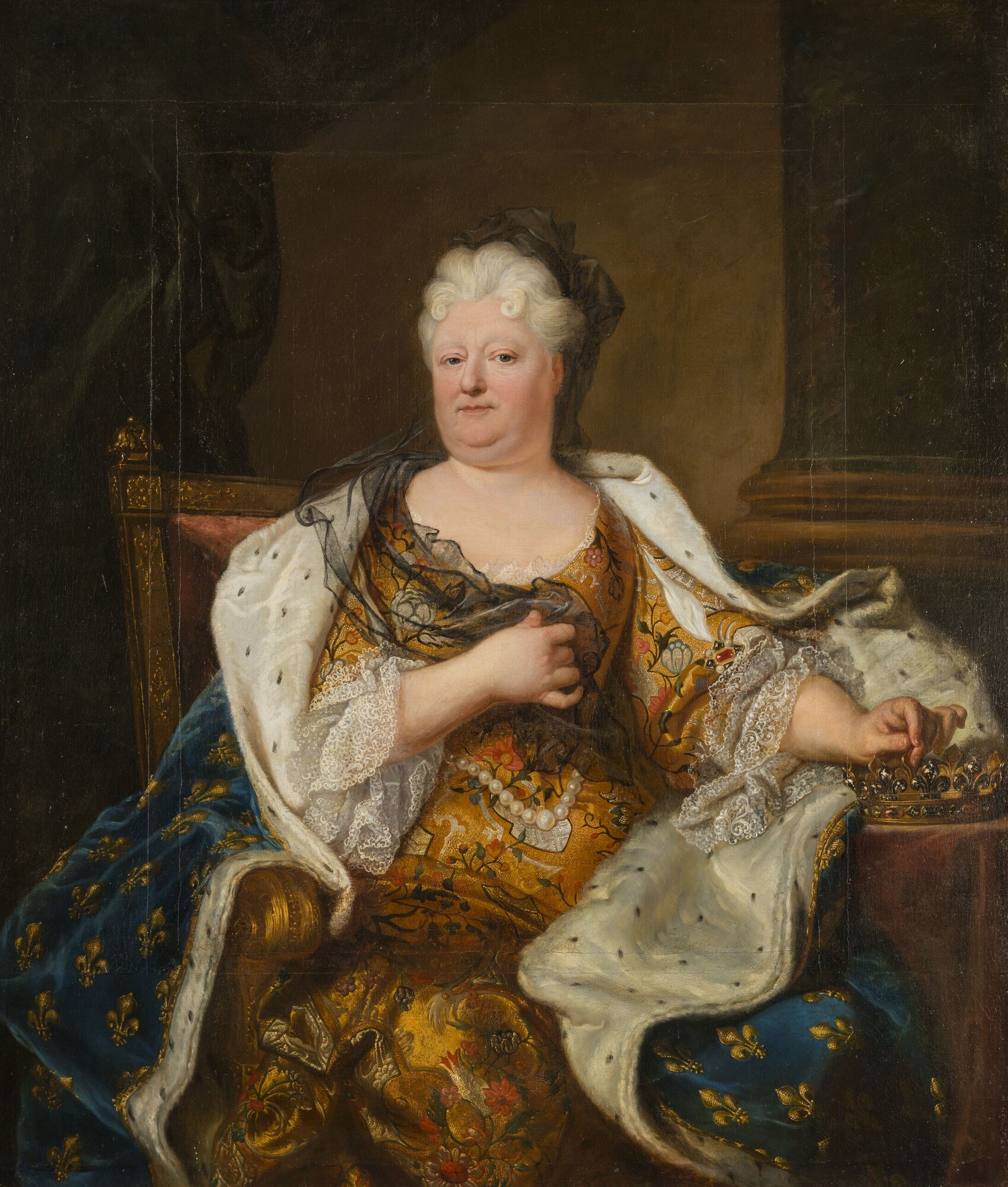
« Madame », belle-sœur du roi (Rigaud, 1713).

- Élisabeth-Charlotte de Palatinat, dite « Madame » en tant qu'épouse de « Monsieur », frère du roi, duc d'Orléans. Belle-sœur du roi Louis XIV de France, mère du Régent et d'Elisabeth-Charlotte, duchesse (puis régente) de Lorraine et de Bar, grand-mère de l'empereur François Ier du Saint-Empire. Épistolière prolifique, connue sous le nom de « princesse palatine ».
- Résidence des frères Grimm
- Johannes Opsopoeus (1556-1596), médecin
- L'architecte et ministre de l'Armement et de l'Industrie d'Hitler, Albert Speer, y avait sa demeure.
- Marie Baum (1874-1964), spécialiste des sciences sociales, a enseigné à l'Université de Heidelberg ; elle est décédée dans la ville.

Heidelberg est le lieu de naissance de quelques célébrités :
- le journaliste et écrivain Götz Aly
- l′artiste Hanna Nagel
- la femme de lettres et journaliste Bettina Belitz
- la femme politique communiste et résistante antinazie Sophie Berlinghof
- le musicien américain Jackson Browne
- le président allemand Friedrich Ebert
- le photographe Georg Maria Eckert
- l'officier Rudolf Lehmann de la Waffen-SS durant la Seconde Guerre mondiale
- la danseuse et chorégraphe Viola Farber
- l'acteur Michael Fassbender
- le joueur et entraîneur de football Hansi Flick
- le lithographe Adam Gatternicht
- le peintre et mécène Carl Happel
- l'acteur Ian Harding (Ezra Fitz dans Pretty Little Liars)
- l'écrivain Ernst Jünger
- le physicien Wolfgang Ketterle, prix Nobel de physique 2001
- le pilote automobile brésilien Nelsinho Piquet
- le roi de Thaïlande Rama VIII
- l'acteur Richard Sammel
- la vice présidente du parti die Linke Katina Schubert (1961-) est née à Heidelberg

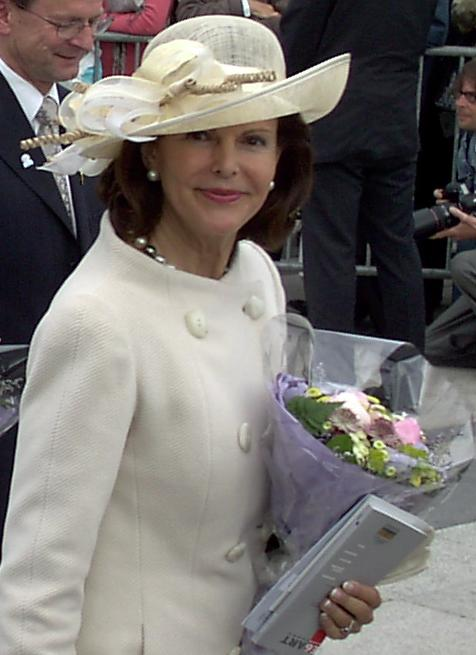
La reine Silvia de Suède (2005).

- le ministre allemand de l'Économie  Kurt Schmitt
- Frédéric-Armand de Schomberg (1615-1690), le plus célèbre des réfugiés huguenots et Maréchal de France
- l'éditeur et libraire Chrétien-Frédéric Schwan (1733-1815)
- la reine de Suède née Silvia Sommerlath
- le botaniste, paysagiste Ludovic Winter (1846-1912)
- l'astronome Max Wolf
- le feld-maréchal Carl Philipp von Wrede
- Torch (Frederik Hahn, né en 1971), premier rappeur allemand à chanter dans sa langue maternelle
- Frank « Franky » Ziegler, le chanteur du groupe de musique allemand Panik (anciennement Nevada Tan).

Heidelberg est aussi le lieu de villégiature éternelle d'un grand nombre de célébrités :
- Philipp Lorenz Geiger (1785-1836), pharmacien-chimiste
- Adolf Kussmaul (1822-1902), médecin badois, repose dans le cimetière Bergfriedhof au sud de la ville. Une rue porte son nom (« Kussmaulstrasse ») dans le quartier nord, au-delà du Neckar (belle petite rue résidentielle, calme, au pied de la montagne, où de nombreux médecins urologues et autres travaillent).
- Aloys Sprenger, orientaliste autrichien (Nassereith 1813 – Heidelberg 1893)
- Alexandru Ioan Cuza (Bârlad 1820 – Heidelberg 1873), homme d'État roumain, souverain des Principautés unies de Roumanie entre 1859 et 1866
- Felix Wankel, ingénieur inventeur du moteur Wankel à piston rotatif
- Hans von Salmuth, général d'armée allemand.

Enfin, c'est le lieu de décès de :
- George Patton, général américain qui y mourut le 21 décembre 1945 dans un accident de voiture
- Patrick Depailler y fut déclaré mort après un terrible accident sur le Hockenheimring.

### Héraldique, logotype et devise
Blasonnement des armes : de sable au lion d'or couronné, armé, lampassé de gueules, posé sur une terrasse ondée de sinople, à la bordure d'or.